# Maków Podhalański (gemeente)
De gemeente Maków Podhalański is een stad- en landgemeente in het Poolse woiwodschap Klein-Polen, in powiat Suski.
De gemeente bestaat uit miasto Maków Podhalański (gemeentezetel) en 6 dorpen: Grzechynia, Białka, Juszczyn, Kojszówka, Wieprzec en Żarnówka.
Op 30 juni 2004 telde de gemeente 15 812 inwoners.

## Oppervlakte gegevens
In 2002 bedroeg de totale oppervlakte van gemeente Maków Podhalański 108,94 km², waarvan:
- agrarisch gebied: 45%
- bossen: 47%

De gemeente beslaat 15,89% van de totale oppervlakte van de powiat.

## Demografie
Stand op 30 juni 2004:
| Omschrijving                   | Totaal | Totaal | Vrouwen | Vrouwen | Mannen | Mannen |
| ------------------------------ | ------ | ------ | ------- | ------- | ------ | ------ |
| eenheid                        | aantal | %      | aantal  | %       | aantal | %      |
| inwoners                       | 15 812 | 100    | 7959    | 50,3    | 7853   | 49,7   |
| bevolkingsdichtheid (inw./km²) | 145,1  | 145,1  | 73,1    | 73,1    | 72,1   | 72,1   |

In 2002 bedroeg het gemiddelde inkomen per inwoner 1213,32 zł.

## Aangrenzende gemeenten
Budzów, Bystra-Sidzina, Jordanów, Stryszawa, Sucha Beskidzka, Tokarnia, Zawoja, Zembrzyce